# 鄧一儒
鄧一儒（16世紀—17世紀），字汝為，號合虛，湖廣承天府沔陽州人，明朝政治人物。

## 生平
鄧一儒是萬曆十六年（1573年）戊子科舉人，授繁昌知縣，為政剛柔得體，當時正值饑荒，他率領民眾捐出糧食數千石，到窮人家中計口給米，人民賴以復蘇，而病者給藥、死者給棺，恩惠讓縣民都忘了是凶年，並為他立祠祭祀，之後他陞任高唐知州，數月後就致仕回鄉，居林下三十年兩次奉恩進秩亞中大夫，著有《一映草》流傳。
鄧一儒兒子鄧光啟，以諸生任鎮撫，崇禎年間升沔陽衛指揮僉事，孫鄧林培為貢生、鄧林育為生員。

## 引用
1. 1 2  光緒《沔陽州志·卷九·人物志》：鄧一儒，字汝為，號合虛，沔衛人，中萬厯戊子鄉試，初授繁昌令有異政，載《南國甘棠集》三異傳，忤權貴轉高唐州，甫數月致仕歸，居林下三十年兩奉覃恩秩，進亞中大夫，著有《一映草》。子光啟，字維敬，諸生以祖勛膺鎮撫，崇禎中領漕輓功升本衛指揮僉事，厚重簡默與人無忤，光啟子林培明經，林育諸生皆克世其家。
2. ↑  道光《繁昌縣志書·卷十·職官志》：鄧一儒，字合虛，沔陽人，明萬厯間以舉人令，秉性寬仁，清介絕俗，涖政剛柔得體，加意附循，時值大祲，民無粒食，儒捐俸倡率義民，得穀數千石，躬履窮簷計口給米，如此二載民賴以蘇，至若病者藥之死者槥之，恩流普氾眾忘凶年，擢高唐州，一時如失所怙，鄉城立祠俎豆之，見吳興韓碑。
3. ↑  乾隆《（安徽）太平府志·卷二十三·名宦志》：鄧一儒，湖廣沔陽州人，萬厯中以舉人知（繁昌縣），寬而有制、簡而不傲，待士有禮、御民有恩、馭吏有法，捄荒民、被實惠，讞獄明敏、摘發如神，民為立去思碑，秣陵朱之蕃撰記。